# Cette vie nouvelle
Albums de Priscilla Betti
Priscilla
(2002)
Singles
1. Quand je serai jeune
Sortie : 25 septembre 2001
2. Cette vie nouvelle
Sortie : 19 mars 2002
3. Bla bla bla
Sortie : 4 juin 2002

Cette vie nouvelle est le premier album de Priscilla Betti, sorti le 4 juin 2002 sous le label Jive. Cet album a été certifié disque d'argent.
Trois singles en sont extraits : Quand je serai jeune, Cette vie nouvelle (reprise de la chanson What a Feeling) et Bla bla bla.
Priscilla a obtenu son premier disque d'or par Britney Spears à New York pour son premier single  Quand je serai jeune.

## Liste des titres
Toutes les chansons sont écrites et composées par Shetan et Philippe Osman, sauf indication.
| No  | Titre                                                              | Auteur                                    | Durée |
| --- | ------------------------------------------------------------------ | ----------------------------------------- | ----- |
| 1.  | Bla bla bla (Titre original : Blah Blah Blah)                      | Jörgen Elofsson, Steve Mac                | 2:35  |
| 2.  | Cette vie nouvelle (Titre original : Flashdance... What a Feeling) | Irene Cara, Keith Forsey, Giorgio Moroder | 3:48  |
| 3.  | Plus (Titre original : 1-2-3,)                                     | Kara DioGuardi, Jörgen Elofsson           | 3:19  |
| 4.  | Qui que tu sois                                                    |                                           | 3:58  |
| 5.  | Tout arrive                                                        |                                           | 4:07  |
| 6.  | C'est vrai                                                         |                                           | 4:16  |
| 7.  | Quand je serai jeune                                               |                                           | 4:09  |
| 8.  | Belles autrement                                                   |                                           | 3:47  |
| 9.  | Fou d'elle                                                         |                                           | 4:04  |
| 10. | Votre fille                                                        | Philippe Swan                             | 2:50  |

## Classement
| Pays                 | Charts             | Meilleure position |
| -------------------- | ------------------ | ------------------ |
| Belgique francophone | Ultratop 40        | 44                 |
| France               | SNEP               | 18                 |
| Suisse               | Swiss Music Charts | 53                 |

## Certifications
| Région                                                                                                 | Certification | Ventes/Streams |
| --- | ------------- | -------------- |
| France (SNEP)                                                                                          | Or            | 100 000*       |
| *Ventes selon la certification ^Mise en rayon selon la certification xNon précisé par la certification |               |                |